# Ordy
Ordy / Ordy – komputerowy skrzat / Wielkie odkrycia (jap. ミームいろいろ夢の旅 Miimu Iro Iro Yume no Tabi) – japoński edukacyjny serial animowany wyprodukowany przez Nippon Animation, emitowany w latach 1983–1985.

## Obsada (głosy)
- Toshiko Fujita – Ordy
- Naomi Jinbo – Daisuke
- Eiko Yamada – Satoru
- Michie Tomizawa – Hiroko
- Miyuki Muroi – Mari / Sayaka

## Osoby prezentowane w poszczególnych odcinkach
- Albert Einstein
- Alexander Fleming
- Alexander Graham Bell
- Alfred Wegener
- Charles Darwin
- Galileo Galilei
- George Stephenson
- Isaac Newton
- James Watt
- Jean-Henri Fabre
- Jean-François Champollion
- Johannes Kepler
- Louis Pasteur
- Nicéphore Niépce
- Thomas Edison
- Bracia Wright

## Wersja polska
W Polsce serial emitowany był na kanałach TVP 1 i ATV Smyk z francuskim dubbingiem i polskim lektorem. Wyemitowano tylko 52 odcinki ze 127 odcinków.

### Wersja VHS
W Polsce serial został wydany na VHS w 1992 roku przez Arathos Film pod nazwą Ordy – komputerowy skrzat w wersji z francuskim dubbingiem i polskim lektorem. Video Encyklopedia obejmuje 52 filmy na 26 kasetach VHS.

## Spis odcinków
- 1. La naissance de l'écriture / Pochodzenie słów i liter[8][9]
- 2. Les pyramides / Tajemnice piramid[8][9]
- 3. L'imprimerie / Gutenberg. Narodziny druku[10][11]
- 4. La photographie / Historia fotografii[10][11]
- 5. Le télégraphe / Morse. Telegraf[12]
- 6 .Le téléphone / Bell. Telefon[12]
- 7. De la radio à la télévision / Od telegrafu do telewizji
- 8. Les nouveaux moyens de communication / Komunikowanie się dziś i jutro
- 9. Les ordinateurs – partie 1 / Wszystko o komputerach część 1[7][13]
- 10. Les ordinateurs – partie 2 / Wszystko o komputerach część 2[14]
- 11. Les ordinateurs – partie 3 / Wszystko o komputerach część 3
- 12. Les ordinateurs – partie 4 / Wszystko o komputerach część 4
- 13. Darwin, l'origine des espèces / Darwin. O powstaniu gatunków
- 14. Fabre, les insectes / Fabre. Zachowanie owadów / Przygody z osami[3]
- 15. Le vaccin / Pasteur. Szczepionka
- 16. La pénicilline / Fleming. Odkrycie penicyliny
- 17. La dérive des continents / Wegener. Dryfowanie kontynentów
- 18. Les volcans / Wulkany (od Pompei do Hawajów)
- 19. Le pôle Nord / W poszukiwaniu Bieguna Północnego / Jak zdobyto biegun północny[2]
- 20. Le pôle Sud / W poszukiwaniu Bieguna Południowego / A jak zdobywano biegun południowy?[2]
- 21. Galilée, le système solaire / Galileusz. Układ słoneczny
- 22. Mesurer le temps / Czas. Jak go mierzymy
- 23. Stephenson, la machine à vapeur / Stephenson. Maszyna parowa
- 24. L'aviation / Bracia Wright. Narodziny lotnictwa
- 25. La fusée / Ciołkowski. Wiek kosmosu
- 26. La navette spatiale / Promy kosmiczne
- 27. Aventures dans l'espace – partie 1 / Kosmiczne przygody część 1
- 28. Aventures dans l'espace – partie 2 / Kosmiczne przygody część 2
- 29. Aventures dans l'espace – partie 3 / Kosmiczne przygody część 3
- 30. Aventures dans l'espace – partie 4 / Kosmiczne przygody część 4
- 31. Les satellites – partie 1 / Wszystko o satelitach część 1
- 32. Les satellites – partie 2 / Wszystko o satelitach część 2
- 33. Les satellites – partie 3 / Wszystko o satelitach część 3
- 34. Les satellites – partie 4 / Wszystko o satelitach część 4
- 35. Les robots – partie 1 / Wszystko o robotach część 1
- 36. Les robots – partie 2  / Wszystko o robotach część 2
- 37. Les robots – partie 3 / Wszystko o robotach część 3
- 38. Les robots – partie 4 / Wszystko o robotach część 4
- 39. L'ampoule électrique / Edison. Światło elektryczne
- 40. La lumière – partie 1 / Wszystko o świetle część 1
- 41. La lumière – partie 2 / Wszystko o świetle część 2
- 42. La lumière – partie 3 / Wszystko o świetle część 3
- 43. La lumière – partie 4 / Wszystko o świetle część 4
- 44. La lumière – partie 5 / Wszystko o świetle część 5
- 45. Le pétrole / Ropa naftowa
- 46. L'énergie nucléaire / Energia atomowa
- 47. L'énergie solaire / Energia słoneczna
- 48. L'énergie du vent et de la mer / Wykorzystanie energii wody i wiatru
- 49. Les céramiques / Ceramika: od garnków do promów kosmicznych
- 50. Les métaux / Metale
- 51. Les textiles / Włókna
- 52. Les plastiques / Tworzywa sztuczne

Źródło: